# Gustav Vránek
Gustav Vránek, křtěný Augustin Gratián (29. listopadu 1906 Mezimostí nad Nežárkou (dnes součást Veselí nad Lužnicí) – 15. července 1981 Praha) byl český houslista a hudební skladatel.

## Život
První hudební vzdělání získal v rodině. Jeho strýc, profesor František Vránek, byl učitelem hudby a skladatelem v Českých Budějovicích. Od roku 1922 studoval na Pražské konzervatoři hru na housle u Jan Mařáka. Absolvoval v roce 1926. Dále pokračoval jako soukromý žák, Jaroslava Kociana ve hře na housle a Vítězslava Nováka ve skladbě. Od roku 1927 působil jako houslista v České filharmonii. Česká filharmonie se také ujala provedení některých jeho děl.
Děti skladatele se staly rovněž hudebníky. Syn Tomáš Vránek vystudoval Akademii múzických umění v Praze, působil jako klarinetista v Divadle F. X. Šaldy v Liberci a ve Vinohradském divadle v Praze. Později se stal pedagogem na katedře hudební výchovy Jihočeské univerzity v Českých Budějovicích. Dcera Jitka je korepetitorkou Národního divadla v Praze. Mladší dcera Hana je houslistkou orchestru Národního divadla.
Zemřel v Praze roku 1981 ve věku 74 let. Byl zpopelněn a jeho popel rozptýlen na hřbitově Malvazinky.

## Dílo
- Legenda pro housle a klavír (1930)
- Lento pro housle a klavír (1931)
- Sonatina pro klavír (1935)
- Terzetto pro dvoje housle a violu (1936)
- Klavírní trio (1936)
- Sonáta pro violoncello a klavír (1939)
- Splav (písňový cyklus na slova Vítězslava Nezvala, 1939)
- Smyčcový kvartet F-dur (1940)
- Gambový kvintet (1941)
- Suita D-dur (klavír, 1943)
- Rondo malinconico pro hoboj a klavír (1944)
- Scherzo disperato pro hoboj a klavír (1944)
- Dechový kvintet (1945, čestné uznání České akademie věd a umění)
- Suita D-dur pro malý orchestr (1952)
- Čtyři kusy pro 7 žesťů (1957)
- Táborské kraje (mužský sbor a cappella, 1974)
- Kdo na moje místo? (mužský sbor, 1975)
- Zlatá slova Boženy Němcové (kantáta s dvěma promluvami pro ženský sbor a cappella, 1976)
- Piccolo Trio
- Tam na jih (zpěv, malý orchestr a kontrafagot)
- Na Nežárce (symfonická báseň)